# Schwarzscheiteltangare

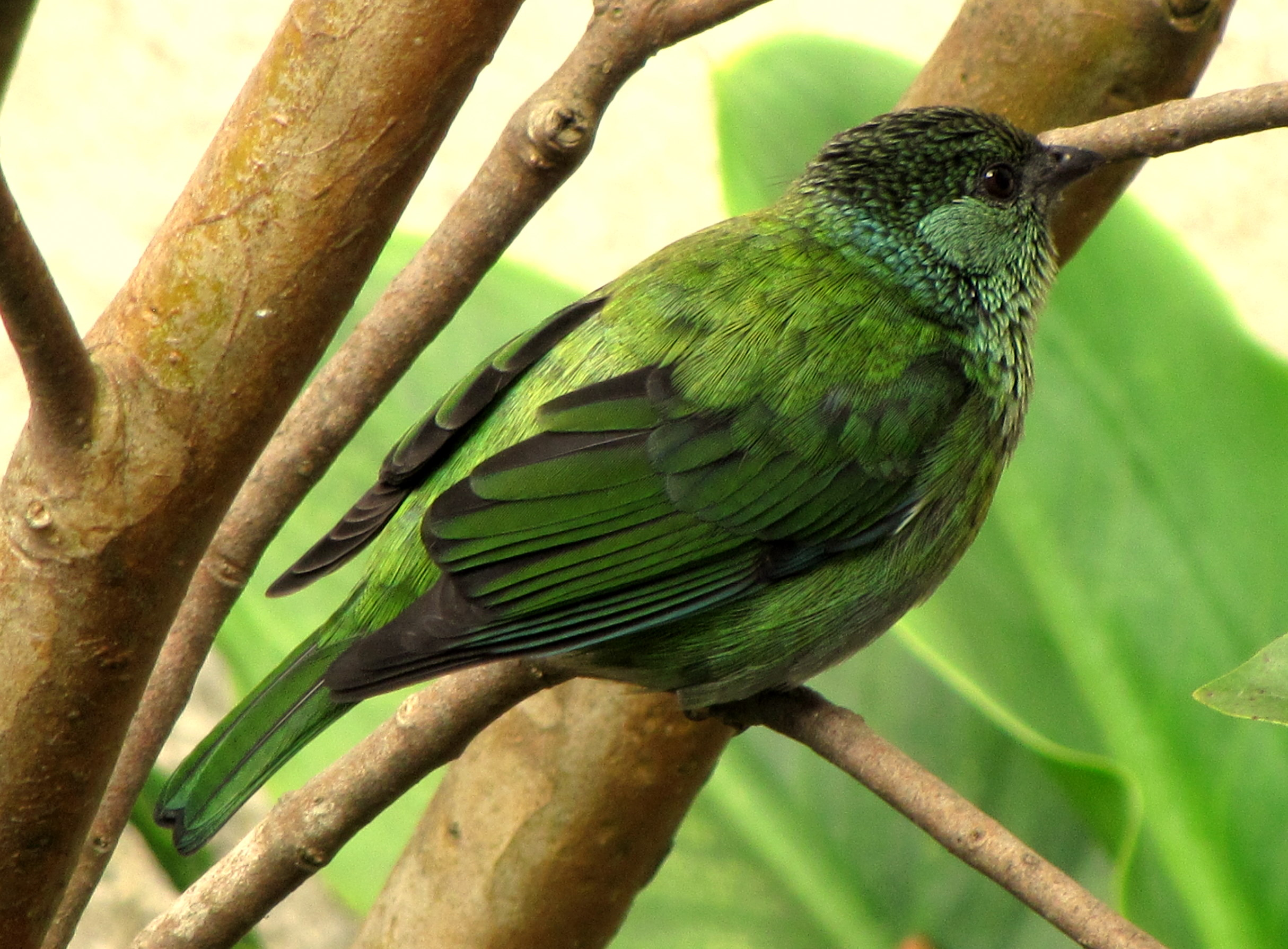
Weibchen

Die Schwarzscheiteltangare (Stilpnia heinei, Syn.: Tangara heinei) früher auch Heinetangare ist eine in Südamerika vorkommende Vogelart aus der Familie der Tangaren (Thraupidae). Die Art wurde dem deutschen Ornithologen Ferdinand Heine senior gewidmet.

## Merkmale
Die Schwarzscheiteltangare erreicht eine Körperlänge von etwa 13 Zentimetern und ein Gewicht von 18,0 bis 22,8 Gramm. Bei den Männchen sind der Oberkopf bis über die Augen sowie die Stirn schwarz gefärbt. Die Ohrdecken und die Brust sind türkisfarbig, der Bauch und das Rückengefieder hellblau, die Flügel sowie die Steuerfedern dunkelblau. Es besteht ein deutlicher Sexualdimorphismus, da das Gefieder der Weibchen ausschließlich verschiedene Grüntöne zeigt.

## Verbreitung und Lebensraum
Das Verbreitungsgebiet der Art erstreckt sich durch überwiegend gebirgige Gegenden von Venezuela durch Kolumbien bis in den Norden Ecuadors. Heinetangare besiedeln bevorzugt feuchte Wälder, Waldränder und Berghänge in Höhenlagen zwischen 700 und 2800 Metern.

## Lebensweise
Die Vögel ernähren sich in erster Linie von Früchten, in geringem Maße auch von Gliederfüßern (Arthropoda). Gerne werden die Früchte von Schwarzmundgewächsen (Melastomataceae) angenommen, die meist kopfabwärts gefressen werden. Vielfach wird die Nahrung in den Wipfeln hoher Bäume gesucht. Einzelne Nestbauaktivitäten wurden je nach geographischer Lage, Höhenlage und klimatischen Bedingungen in nahezu jedem Monat im Jahr beobachtet. Das tassenförmige Nest wird in erster Linie aus Gräsern und Moosen gefertigt und mit der Seide von Spinnennetzen stabilisiert. Es wird mit einem oder zwei hellblauen oder grünlich weißen Eiern, die rotbraun gepunktet sind versehen. Das Weibchen brütet allein und wird vom Männchen mit Nahrung versorgt. Die Brutzeit beträgt 13 bis 14 Tage. Die Nestlinge werden von beiden Eltern gefüttert.

## Gefährdung und Schutz
Die Schwarzscheiteltangare ist in Schutzgebieten und Nationalparks nicht selten und wird demzufolge von der Weltnaturschutzorganisation IUCN als  „Least Concern = nicht gefährdet“ klassifiziert. 
Außerhalb der Schutzgebiete sind aufgrund der Urbarmachung von Waldgebieten bereits einige bisherige Lebensräume verloren gegangen.